# Karl Henriksson Horn
Karl Henriksson Horn til Kankas (1550-1601) var en svensk kriger og adelsmand, søn af Henrik Horn (1512-1595).
Horn deltog med stor udmærkelse i krigen i de baltiske provinser henimod 16. århundredes slutning, eksempelvis i forsvaret af Reval 1570—71.
Horn forsvarede Narva 1590; men da han samtidig havde afstået andre pladser, Koporja og Ivangorod, til tsaren, blev han anklaget og dømt til døden, men benådedes på retterstedet.
Horn deltog i mødet i Upsala 1593 og fulgte 1600 Karl IX i den livlandske krig.
Horn var fader til de berømte feltherrer Evert og Gustaf Horn og til Henrik Horn (1578-1618).